# Frémur (Saint-Briac-sur-Mer)
Pour les articles homonymes, voir Frémur.
Ne doit pas être confondu avec Frémur (baie de la Fresnaye).

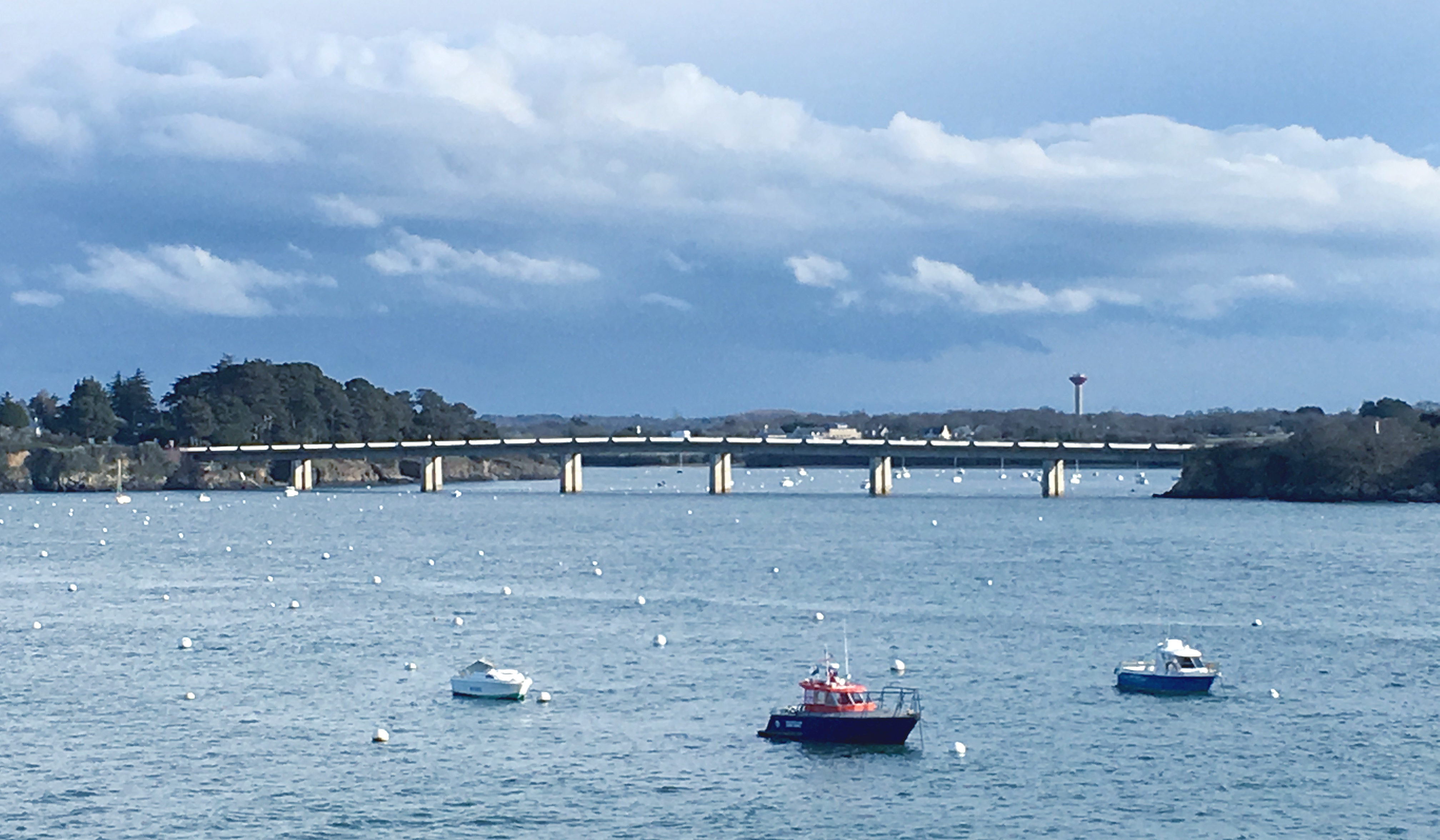
L'embouchure du Frémur, enjambée par le pont du Frémur.

Le Frémur est un fleuve côtier du nord de la région Bretagne, dans les deux départements des Côtes-d'Armor et d'Ille-et-Vilaine, qui se jette dans la Manche au niveau de la Côte d'Émeraude. Il prend sa source au hameau de La Nogatz à Corseul et coule sur une longueur d'environ 20,7 km.

L’estuaire du Frémur entre Lancieux et Saint-Briac. Le pont relie les deux rives, les deux communes voisines jumelées, et les deux départements bretons.

## Étymologie et toponymie
Attesté sous la forme Fromur en 1448.
La forme bretonne actuelle proposée par l'Office public de la langue bretonne est Froudveur et est composée de Froud « courant (d’eau), rapide, torrent » (frut en vieux breton) et de meur « grand ».
Le Frémur participe à la toponymie de la communauté de communes Rance - Frémur et au SAGE Rance Frémur Baie de Beaussais.

## Géographie

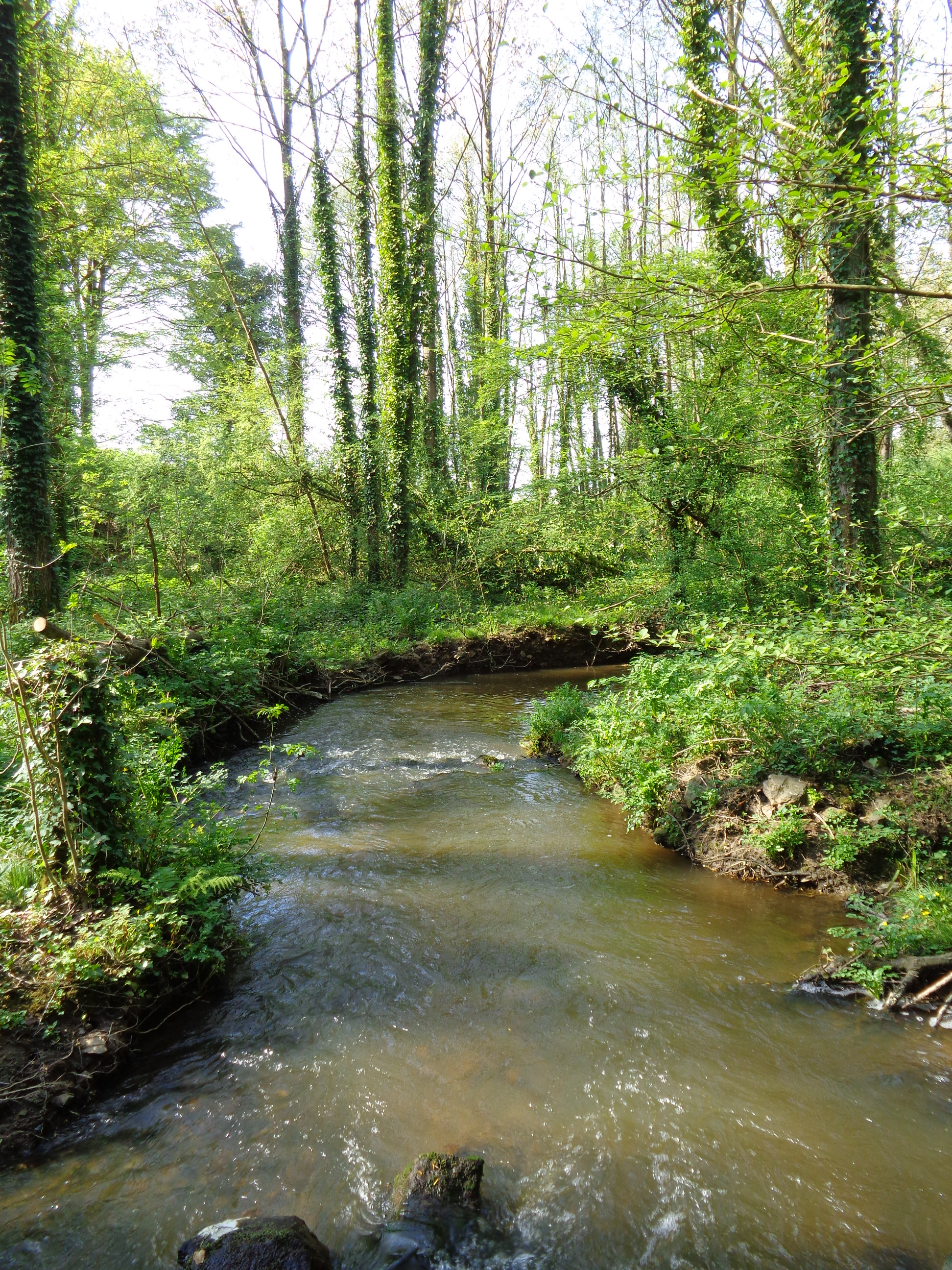

Il arrose les départements des Côtes-d'Armor et d'Ille-et-Vilaine. Dans sa partie aval, son cours assure la limite entre les deux départements. Il coule d’abord d’ouest en est, puis rejoint la mer vers le nord de façon parallèle à la Rance.

### Communes et cantons traversés
D’amont en aval, il prend sa source à Corseul puis il traverse les communes de Quévert, Taden, Pleslin-Trigavou, Ploubalay,  Tréméreuc et Pleurtuit, avant de former un estuaire qui se jette dans la Manche, entre Lancieux et Saint-Briac-sur-Mer.

### Bassin versant
Le Frémur traverse une seule zone hydrographique « R de Frémur de sa source à la mer & Côtiers entre les pointes de la Malouine & D » (J100) de 136 km2 de superficie. Ce bassin versant est constitué à 80,23 % de « territoires agricoles », à 12,82 % de « territoires artificialisés », à 6,15 % de « forêts et milieux semi-naturels », à 0,63 % de « zones humides », à 0,41 % de « surfaces en eau ».

### Organisme gestionnaire
L'organisme gestionnaire est le « SAGE Rance Frémur Baie de Beaussais ».

## Affluents
Le Frémur a dix affluents référencés dont, d'amont en aval :
- le ruisseau de la Pierdais (rg[note 1]),
- le ruisseau de la Ravier (rg),
- le ruisseau du Biot des Salines (rd).

### Rang de Strahler
Le rang de Strahler est donc de deux.

## Aménagements et écologie
Plusieurs ZNIEFFs sont situées le long du Frémur, d'amont en aval :
- Étang du Frémur - Les Rues[6] ;
- Étang du Pont-es-Omnès[7] ;
- Les étangs du Frémur et leurs abords[8] ;
- Étang de la Valais[9] ;
- Anse de Saint-Briac-sur-Mer[10].

La zone humide à son embouchure s’étend sur 10 hectares dont 8 à humidité temporaire.

## Galerie

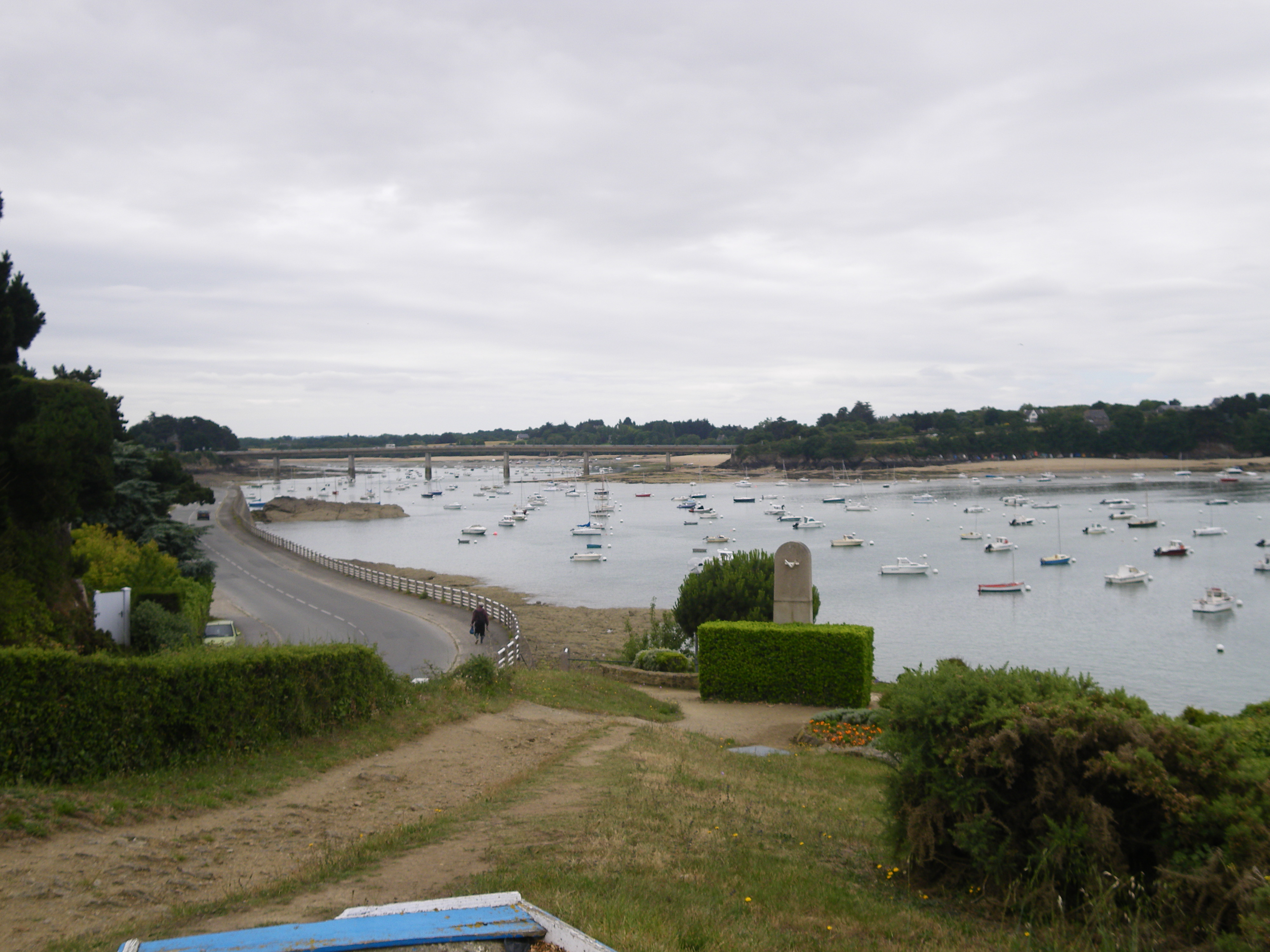
Saint-Briac-sur-Mer
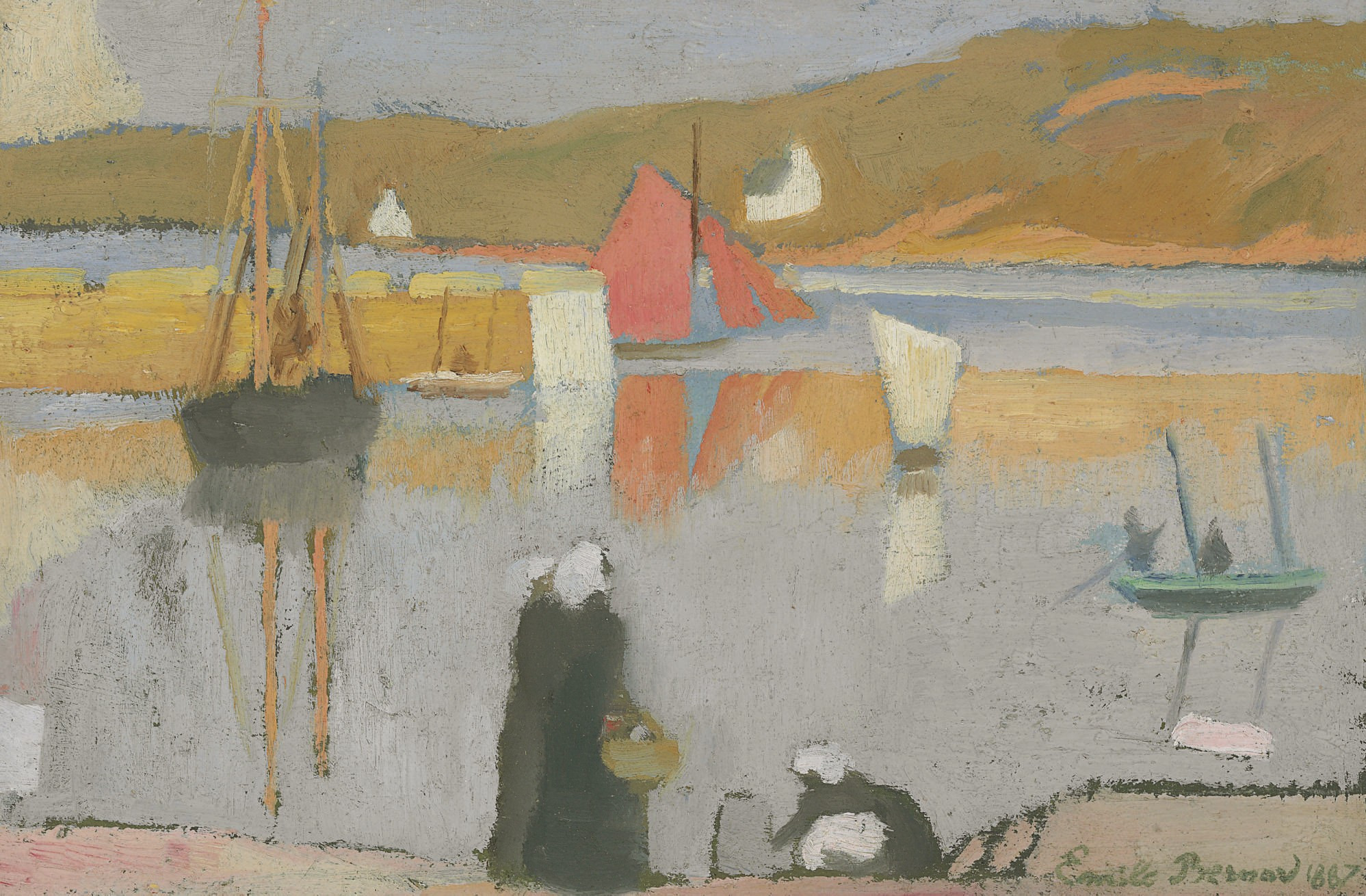
Le port à Saint-Briac. Signé et daté 'Emile Bernard 1887', huile sur toile, 19 x 28.9 cm